# 黄台站
黄台站位于中华人民共和国山东省济南市历城区黄台南路21号，胶济铁路378公里＋612米处，为中国铁路济南局集团管辖的二等站。该站建站于1904年，最初称济南东站（德語：Tsinanfu-Ost），后因所在地而改称黄台站。该站已经取消客运业务，仅用于货车编组和货物中转。
本站设置黄东联络线（黄台联络线），使高铁列车可以来往济青高速铁路济南东站、大明湖站、济南站和京沪高速铁路济南西站。其中济南至大明湖站区间利用既有线路新建第三线，本站以东新建线路至济南东站。为此车站于2021年4月进行改造工程以接入线路。2022年10月18日黄东联络线正式开通运营。

## 车站结构
该站站场设计布局为正线贯通纵列式，包括东、西两个车场，全长3.713公里。

### 站房
该站站房为德式建筑，建于1905年，坐北面南，站前设有小型广场。建筑包括两层的办公楼和单层的售票、候车厅，均为三开间的长方形，使用碎石墙基和水泥拉毛墙面。东部三间为候车厅，其中划出东侧的一间为售票室和票库，设镶有粗石边框的大半圆拱形门窗。由候车厅通往北站台的出口设一突出的石门廊，四面均开有半圆券的石拱门洞，以便于人流疏散，底部使用向两侧逐渐蹬开的粗石扶壁夹持，顶部设三个山墙面小尖塔，一高两低，具有德国中世纪古城堡的风格。中部的办公楼一层为行李房、客运室，二层车站工作人员使用的宿舍，另设阁楼层。
该站站房曾作为反映20世纪初年历史事件的电影《大浪淘沙》、电视剧《东方商人》拍摄时的外景地之一。　